# Wichan Nantasri
Wichan Nantasri (thailändisch วิชาญ นันทะศรี; * 15. Januar 1986 in Khon Kaen) ist ein thailändischer Fußballspieler.
Wichan Nantasri ist der Bruder von Wicha Nantasri.

## Karriere
Seine fußballerische Laufbahn begann 2009 bei Loei City FC in Loei. Für Loei lief er 23 Mal auf und schoss fünf Tore. 2010 unterschrieb er beim Erstligisten TOT SC in Bangkok. Für TOT spielte er 122 Mal und schoss neun Tore. 2015 wechselte er zu BEC-Tero Sasana, dem heutigen Police Tero FC. Für Tero spielte er insgesamt 43 Mal und schoss zwölf Tore. In der Saison 2016 wurde er für eine Saison an den Erstligaaufsteiger Pattaya United nach Pattaya ausgeliehen. Hier absolvierte er neun Spiele. Zur Rückserie 2019 wechselte er nach Chainat und schloss sich dem Erstligisten Chainat Hornbill FC an. Nach Ende der Saison 2019 musste Chainat in die Zweite Liga absteigen. Nach dem Abstieg verließ er den Club und ging nach Uthai Thani, wo er sich dem Uthai Thani FC anschloss. Der Club ist der Nachfolgeverein von Air Force United und spielt ab der Saison 2020 in der zweiten Liga.

## Erfolge
Loei City FC
- Regional League Division 2 – North/East

Sieger: 2009